# 臧石
臧石（？—？），中国春秋时期鲁国政治人物，臧孙氏。
前471年四月，晋出公准备发兵进攻齐国，派人到鲁国请兵，鲁国臧石领兵会合晋军，占领了廪丘。晋军撤退，把活牛送给臧石，太史表示歉意：“由于寡君出行在外，使用的牲口不合礼仪规定的标准，谨敢表示歉意（以寡君之在行，牢礼不度，敢展谢之）。”